# Nuovo Cinema Paradiso
Nuovo Cinema Paradiso è un film del 1988 scritto e diretto da Giuseppe Tornatore.
Ottenne il successo internazionale di pubblico e critica, vincendo numerosi premi tra cui il Grand Prix Speciale della Giuria al Festival di Cannes del 1989, il Golden Globe per il miglior film straniero nel gennaio 1990 e il Premio Oscar per il miglior film straniero nel marzo 1990.
Il film, rimasto il più popolare di Tornatore, ha dato notorietà internazionale al regista siciliano (che aveva esordito sul grande schermo due anni prima con Il camorrista) ed è considerato una delle pellicole più importanti nella storia del cinema italiano per i riconoscimenti e il successo ottenuti.

## Trama
Nel 1988, Salvatore Di Vita è un affermato regista cinematografico che vive a Roma da circa trent'anni e non ha mai voluto fare ritorno a Giancaldo, il paese siciliano (in realtà immaginario) di cui è originario, lasciando sempre che fosse sua madre a dover andare a trovarlo. Una sera, al suo rientro a casa, la compagna gli dice di aver appreso, tramite una telefonata dalla madre di lui, della morte di un certo Alfredo. Salvatore resta molto turbato dalla notizia e quella notte non riesce a prendere sonno e rivive i ricordi della sua giovinezza.

Philippe Noiret e Salvatore Cascio in una scena

Nel secondo dopoguerra il piccolo Salvatore, chiamato da tutti Totò, vive a Giancaldo insieme alla madre Maria e alla sorella Lia, sperando che il padre, militare disperso in Russia, sia sopravvissuto e torni a casa. Totò fa il chierichetto per il parroco don Adelfio, gestore della sala cinematografica locale, il Cinema Paradiso. Don Adelfio assiste in anteprima alla proiezione delle pellicole e ordina al proiezionista Alfredo di rimuovere da esse tutte le scene in cui gli attori si baciano. Salvatore, affascinato dal cinematografo, assiste di nascosto alle proiezioni private per il prete e tenta invano di rubare i pezzi di pellicola tagliati da Alfredo.
Quest'ultimo è un uomo analfabeta e scontroso ma di buon cuore, con cui Totò tenta di stringere amicizia, nonostante il parere contrario di sua madre e di Alfredo stesso, il quale inizialmente non sopporta il ragazzino, dicendogli di ritenere faticoso e spesso insoddisfacente il lavoro come operatore. Quando Totò e Alfredo si sottopongono all'esame di licenza elementare, stringono un accordo: il bambino aiuterà Alfredo a svolgere la prova e in cambio l'uomo dovrà insegnargli a proiettare i film.
Totò, che nel frattempo ha anche tristemente appreso della morte del padre, comincia quindi a frequentare regolarmente la cabina di proiezione del Cinema Paradiso, diventando un vero e proprio assistente di Alfredo. Una sera, in occasione dell'ultimo giorno di programmazione del film I pompieri di Viggiù, gli spettatori sono troppi e la maggior parte di loro non riesce a entrare in sala, reclamando di poter comunque assistere alla proiezione: Alfredo, con un gesto di sorridente magnanimità, decide di accontentarli manovrando il proiettore in modo da mostrare le immagini sul muro di un edificio della piazza e facendo sentire il sonoro tramite un altoparlante. Durante la proiezione, tuttavia, in un momento di distrazione di Alfredo, la pellicola prende fuoco (pericolo che Alfredo stesso temeva particolarmente e usava come pretesto per allontanare Totò prima di fare amicizia con lui), generando un incendio che si propaga velocemente prima alla cabina di proiezione e poi all'intero edificio. Alfredo, nel tentativo di domare l'incendio, viene investito al volto da una fiammata, cade svenuto e si salva solo grazie all'intervento di Totò, che lo trascina fuori dal cinematografo; l'uomo tuttavia rimane completamente cieco.

Altra scena con Noiret e Cascio

Grazie a Ciccio Spaccafico, un paesano originario di Napoli diventato ricco dopo una vincita alla Sisal, la sala cinematografica andata distrutta viene ricostruita e riaperta con il nome di Nuovo Cinema Paradiso, e Totò, rimasto l'unica persona in paese in grado di svolgere il mestiere di proiezionista, assume tale ruolo in pianta stabile (anche se, essendo il ragazzino minorenne, ufficialmente l'operatore sarebbe il proprietario Spaccafico), mostrando i film senza più censure e ricevendo continuamente visite da Alfredo, il quale, come comprensibile, si rammarica e si innervosisce quando, qualche anno dopo, vengono introdotte le prime pellicole a prova di fiamma.
Diventato adolescente, Salvatore, mentre continua a lavorare al cinema, incontra Elena Mendola, figlia del nuovo direttore della banca locale, e se ne innamora. Inizialmente non trova il coraggio di dichiararsi (a un certo punto, addirittura, telefona a casa di lei e si dichiara senza rendersi conto che in realtà al telefono c'è la madre di lei, la quale lo sgrida arrabbiatissima) e si limita a confidare il proprio turbamento ad Alfredo. Alla fine, grazie alla complicità dell'amico, Salvatore rivela il proprio amore a Elena in un momento in cui lei si è recata in chiesa per confessarsi, entrando nel confessionale al posto di don Adelfio, che viene attirato fuori da Alfredo; la ragazza però gli dice di non essere innamorata di lui. Salvatore non si scoraggia e continua con ostinazione il corteggiamento per diversi mesi. Alla fine Elena, colpita dalla perseveranza di Salvatore, cede alla sua corte, quindi i due si fidanzano e vivono momenti di passione e felicità.
La famiglia di Elena è contraria alla sua relazione con Salvatore, in quanto il ragazzo appartiene a una classe sociale inferiore; il padre di Elena, in particolare, vorrebbe farla fidanzare con il figlio di un suo collega. Con l'avvicinarsi dell'estate, mentre il Nuovo Cinema Paradiso e Salvatore trasferiscono temporaneamente le proiezioni in un'arena estiva, i genitori di Elena decidono di trascorrere un periodo in Toscana, nel tentativo di allontanare la figlia da Salvatore. Il sentimento tra i due però non si affievolisce ed Elena trova il modo di tornare in Sicilia con una scusa. Al termine dell'estate, tuttavia, Salvatore riceve la chiamata per assolvere il servizio militare di leva a Roma, dal quale, teoricamente, avrebbe dovuto essere dispensato in quanto orfano di guerra. Prima di partire si accorda con Elena per un ultimo appuntamento al Nuovo Cinema Paradiso, ma la ragazza non si presenta. Salvatore corre a casa di lei e scopre che la famiglia di Elena si è trasferita altrove, senza aver lasciato alcun recapito.
Durante il periodo di leva (che, a causa di problemi burocratici, si protrae per più di un anno), il protagonista tenta invano di rintracciare Elena, di cui sembrano essersi perse le tracce. Tornato in Sicilia, ritrova Alfredo, che in sua assenza non è mai uscito di casa e non ha voluto parlare con nessuno. L'ex proiezionista, amareggiato e deluso dalla vita, consiglia a Salvatore di lasciare per sempre il paese e tornare a Roma, badando solo a sé stesso e alle proprie aspirazioni. Salvatore decide di seguire tale suggerimento; alla stazione ferroviaria di Giancaldo, nel salutarlo per l'ultima volta, Alfredo gli ripete di dimenticare tutto, non pensare a nulla di relativo al passato e non tornare mai più.
Con quest'ultimo ricordo la mente di Salvatore torna al presente. Il protagonista si rende conto che, nonostante abbia avuto grandi soddisfazioni sul piano professionale, è molto insoddisfatto della propria vita. Decide così di tornare al suo paese natale, per riappacificarsi con le sue origini e rendere l'ultimo saluto all'amico Alfredo. A Giancaldo, Salvatore viene accolto con affetto dalla madre, incontra la sorella e i nipoti e viene salutato con rispetto e ammirazione dai compaesani. Durante il funerale di Alfredo, il protagonista passa accanto al Nuovo Cinema Paradiso, trovandolo chiuso e in rovina, e incontra Spaccafico, che gli spiega che la sala ha cessato l'attività da ormai sei anni a causa della carenza di pubblico e pochi giorni dopo verrà demolita per fare posto a un parcheggio.
Salvatore decide di trattenersi qualche giorno in più a Giancaldo. Durante il soggiorno, dopo aver visitato le rovine del cinema, nota una ragazza straordinariamente somigliante a Elena da giovane e, convinto che sia in qualche modo legata al suo amore di gioventù, la segue fino a casa, dove scopre che il padre della ragazza è "Boccia", un suo vecchio amico. Salvatore si reca nel bar di fronte all'appartamento e, ricordandosi nome e cognome dell'uomo, con l'ausilio di un elenco telefonico, cerca e compone il numero dell'abitazione. A rispondere è proprio Elena: Salvatore le chiede un incontro di persona, ma la donna rifiuta.
Una sera, mentre Salvatore passeggia su un molo, Elena lo raggiunge e i due hanno modo di confrontarsi sul passato. Elena gli spiega di essersi sposata con "Boccia", diventato negli anni un noto politico; quando Salvatore le rinfaccia di non essersi presentata al loro ultimo appuntamento al cinema, Elena gli rivela che in realtà ci era andata eccome e aveva anche intenzione di fuggire insieme con lui, ma, siccome aveva dovuto litigare a lungo con i genitori, era arrivata in ritardo, e al cinema aveva incontrato Alfredo, che le aveva detto che le passioni sono destinate a finire e a essere rimpiazzate da nuovi amori, e che il giovane Totò, invece, poteva avere un unico futuro, nel mondo cinematografico. Elena dice di aver comunque lasciato all'amato un messaggio, scritto sul retro di una delle bolle di accompagnamento delle bobine in proiezione, e Salvatore si rende conto di non averlo mai trovato. Alfredo, successivamente, aveva scelto di non rivelare mai a Salvatore di aver incontrato la ragazza, nonostante lei glielo avesse chiesto. Lei gli racconta di aver visto e apprezzato tutti i suoi film, dicendogli che essi non sarebbero mai stati realizzati se loro due fossero rimasti insieme, e gli rivela di averlo sempre amato esattamente come lui amava lei. Dopo queste rivelazioni, i due vivono un ultimo momento di passione.
Prima di lasciare la Sicilia, Salvatore incontra la vedova di Alfredo, che gli spiega che l'anziano operatore in realtà è sempre stato molto fiero di lui come regista, pur rimanendo convinto che non dovesse mai più tornare a Giancaldo, e gli consegna ciò che Alfredo aveva deciso di lasciargli: lo sgabello su cui si sistemava quando proiettava i film e una bobina senza nessuna etichetta. Salvatore si reca per l'ultima volta al Nuovo Cinema Paradiso, dove ritrova il biglietto di Elena tra i fogli ingialliti e impolverati, in cui lei gli scriveva di amarlo e gli forniva un indirizzo per scriverle, poi assiste impotente all'abbattimento del locale insieme con i compaesani. Tornato a Roma, fa proiettare la bobina e scopre l'ultimo regalo di Alfredo: si tratta di un montaggio delle scene di baci censurate da Alfredo dalle proiezioni del Cinema Paradiso, per conto di don Adelfio, nel corso degli anni. Visionando commosso la pellicola, Salvatore si riappacifica definitivamente con il proprio passato.

## Produzione

### Sceneggiatura

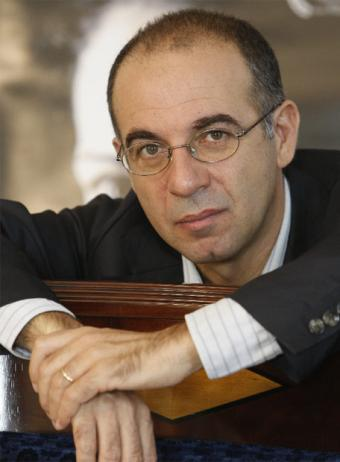
Giuseppe Tornatore, regista, sceneggiatore e ideatore della pellicola

Tornatore cominciò a pensare alla storia alla base del film nel 1983, prima ancora di collaborare con Giuseppe Ferrara alla realizzazione di Cento giorni a Palermo (1984) e di dirigere il suo primo lungometraggio, Il camorrista (1986). Scrisse un primo trattamento soltanto nel dicembre del 1987, su suggerimento di Goffredo Lombardo, che aveva prodotto Il camorrista. Tornatore propose la sceneggiatura a diversi produttori, ottenendo un riscontro positivo sia da Franco Cristaldi sia da Angelo Rizzoli e decidendo di firmare con Cristaldi, mentre con Rizzoli si accordò per il suo film successivo, che sarebbe diventato Stanno tutti bene.
Alla base del soggetto ci sono diversi riferimenti autobiografici. La figura di don Adelfio è ispirata al parroco della chiesa del Santo Sepolcro di Bagheria, frequentata da Tornatore durante la sua infanzia, che in qualità di gestore del cinematografo parrocchiale era solito far eliminare dai film le scene che giudicava scandalose. Il personaggio di Alfredo è invece ispirato al fotografo e proiezionista bagherese Mimmo Pintacuda, amico e maestro dello stesso Tornatore. Parlando di lui, il regista ha detto:
Alla stesura della sceneggiatura ha collaborato, non accreditata, Vanna Paoli, autrice anche delle ricerche di repertorio per il film.

### Casting

L'undicenne Salvatore Cascio, interprete di Totò da bambino, al festival di Giffoni del 1990

Tornatore aveva concepito il personaggio di Alfredo pensando di farlo interpretare a Turi Ferro, ma gli impegni teatrali dell'attore catanese, coincidenti con il periodo delle riprese, costrinsero la produzione a cercare un altro interprete. Tra gli attori presi in considerazione ci furono Marcello Mastroianni e Gian Maria Volonté, ma entrambi dovettero rinunciare a causa di impegni in altre produzioni; infatti il primo gli preferì Splendor, il secondo era impegnato probabilmente con le riprese di L'opera al nero. Mastroianni interpreterà poi il personaggio protagonista del successivo film di Tornatore Stanno tutti bene. Leopoldo Trieste, Lino Troisi e Ciccio Ingrassia vennero invece scartati dalla produzione; Ciccio Ingrassia aveva accettato, ma probabilmente fu scartato perché riteneva che il copione fosse lungo. Trieste venne poi scritturato per il ruolo di don Adelfio. Franco Cristaldi propose infine Alberto Sordi, ma Tornatore non ne era d'accordo perché riteneva che non era in grado di recitare in dialetto siciliano, vista la sua abitudine a recitare in romanesco; nonostante ciò, gli inviò il copione senza dirgli quale personaggio avrebbe dovuto interpretare e ciò causò un disguido che fece sì che il produttore scartò questa ipotesi. Dopo che anche questa possibilità non si concretizzò, venne definitivamente scelto Philippe Noiret, attore francese già noto per varie interpretazioni nel cinema italiano (tra cui quella del personaggio di Giorgio Perozzi in Amici miei e Amici miei - Atto IIº di Mario Monicelli).
Gian Maria Volonté venne considerato anche per il ruolo di Totò adulto, andato poi a un altro attore francese, Jacques Perrin.
Per il ruolo di Salvatore bambino il casting avvenne direttamente in Sicilia, tra i bambini delle scuole elementari della zona, e portò all'individuazione di Salvatore Cascio, all'epoca dell'età di 9 anni; Cascio venne scritturato dopo due provini. Tornatore, soddisfatto dell'interpretazione di Cascio, lo inserì poi anche nel cast di Stanno tutti bene, film da lui diretto due anni dopo.
Nella pellicola è presente anche un cameo del regista (caratteristica ricorrente nei film di Tornatore), che appare nei panni dell'operatore a cui Totò fa proiettare la pellicola che ha ricevuto da Alfredo a fine film. Tornatore chiese al celebre collega Federico Fellini di apparire in quella scena, ma quest'ultimo declinò l'offerta, suggerendo che fosse proprio lo stesso regista a interpretare quel ruolo.

### Riprese

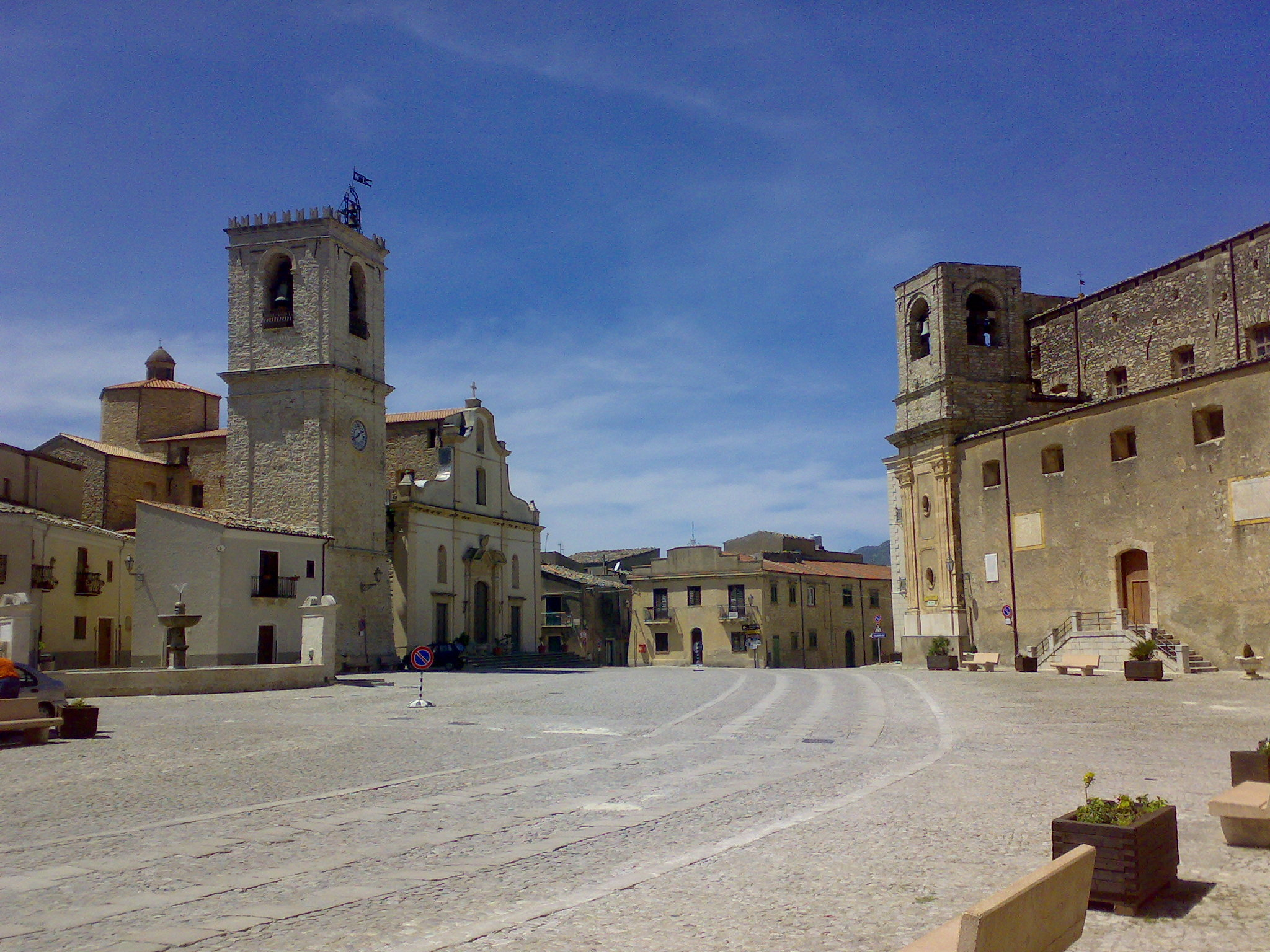
Veduta di Piazza Umberto I a Palazzo Adriano, una delle location principali del film

Le riprese si svolsero dal maggio all'agosto 1988. Per gli ambienti interni del film (eccetto la chiesa e il cinema) sono stati utilizzati gli Stabilimenti De Paolis di Roma.
Il film è stato girato quasi interamente in Sicilia. Nella finzione scenica la vicenda ha luogo in gran parte nell'immaginario paese di Giancaldo, in realtà risultato di un collage di diversi luoghi tra cui principalmente la città di Sciacca; sono infatti evidenti le somiglianze che si possono notare mettendo a confronto il film con le sequenze di Sedotta e abbandonata ambientato anch'esso nella città siciliana. Il nome del paese è un omaggio al Monte  Giancaldo, che sovrasta Bagheria, città natale di Tornatore.
Location principale del film fu Palazzo Adriano, dove le riprese durarono tre mesi e coinvolsero parte della cittadinanza. La facciata del Cinema Paradiso venne allestita in piazza Umberto I per le riprese in esterno e venne smontata al termine delle riprese. Per le riprese all'interno del Cinema Paradiso, invece, la produzione scelse la Chiesa di Maria Santissima del Carmelo, sempre a Palazzo Adriano.
Sequenze del film sono state girate anche a Bagheria, Cefalù, Castelbuono, Chiusa Sclafani, Palermo, Piana degli Albanesi, Poggioreale, Santa Flavia, San Nicola l'Arena e Termini Imerese. La scena della partenza in treno è stata girata presso la stazione di Lascari-Gratteri, nel comune di Lascari. Le uniche riprese a non aver avuto luogo in Sicilia vennero effettuate nel Lazio, tra i comuni di Roma e Oriolo Romano.

### Montaggio
Il montaggio del film venne curato da Mario Morra, che aveva già collaborato con Tornatore in Il camorrista.
La prima versione del lungometraggio, realizzata nel settembre 1988, durava 173 minuti; sebbene ritenuta ancora acerba dallo stesso regista, venne proiettata al festival EuropaCinema di Bari nello stesso mese. Per l'uscita cinematografica del novembre 1988 vennero effettuati tagli per un totale di circa un quarto d'ora, portando la durata del film a 155 minuti. Dopo l'insuccesso commerciale del film, il regista, d'accordo con la produzione, tagliò ulteriori sequenze per una durata di circa 25 minuti, riducendo la durata a 123 minuti: venne eliminato l'intero segmento con Salvatore ed Elena adulti - comprensivo di tutte le scene interpretate da Brigitte Fossey - oltre ad alcune sequenze della prima parte della pellicola. Questa fu la versione di Nuovo Cinema Paradiso distribuita in Italia e nel resto del mondo a partire dal 1989 e insignita di numerosi premi internazionali. La versione completa, da 173 minuti, è stata successivamente distribuita in sala e nel circuito home video come versione del regista.
Il montaggio del film comprende anche alcuni brevi estratti dalle pellicole proiettate nel Cinema Paradiso: si tratta di alcuni noti film realmente usciti tra gli anni '30 e gli anni '50, come Verso la vita, Riso amaro, Senso, Tempi moderni, Ombre rosse, La terra trema, I pompieri di Viggiù, Anna, I vitelloni, In nome della legge, Catene, Bellissima, Umberto D. e Il grido. Tempi moderni e Catene vengono anche citati per nome dai personaggi, il primo da Alfredo e Totò, il secondo da Spaccafico.

## Colonna sonora

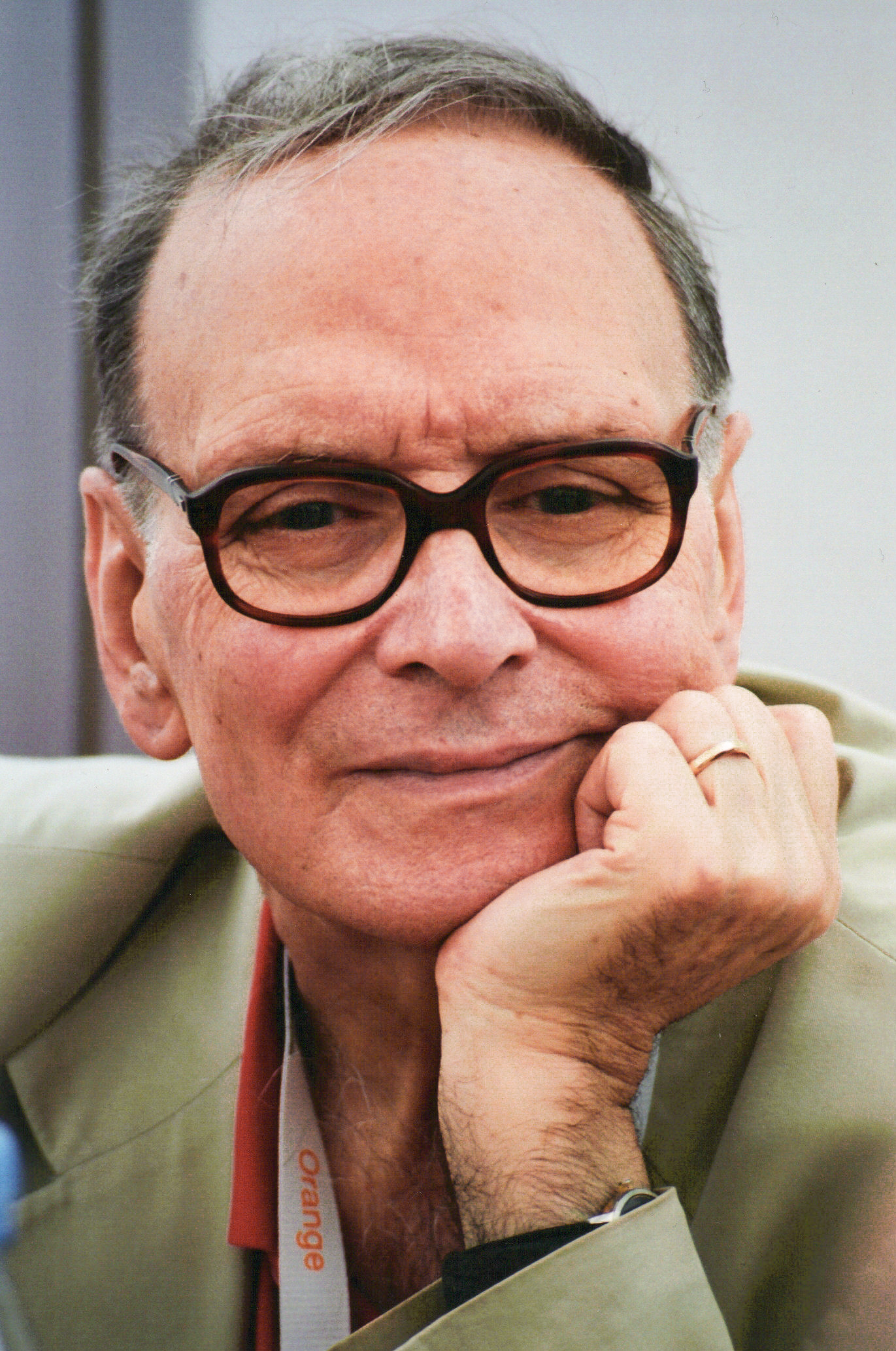
Ennio Morricone, compositore della colonna sonora del film

La colonna sonora del film è stata composta e diretta da Ennio Morricone, con l'eccezione del brano Tema d'amore, composto dal figlio Andrea. Morricone, contattato da Cristaldi, inizialmente rifiutò in quanto stava per dedicarsi alle musiche del film Old Gringo - Il vecchio gringo; il produttore però insistette e spedì al compositore la sceneggiatura, convincendolo ad accettare.
Considerata una delle opere più celebri e fortunate di Morricone, la colonna sonora del film è caratterizzata da sinfonie orchestrali dai toni nostalgici, struggenti e malinconici, rimasti indissolubilmente legati alla pellicola ed entrati nell'immaginario collettivo. Il film segnò l'inizio della collaborazione tra Morricone e Tornatore, che continuò fino alla morte del compositore nel 2020, per un totale di undici film.
La colonna sonora del film è stata oggetto di svariati riarrangiamenti, tra cui quello del chitarrista jazz Pat Metheny.
Le musiche del film sono state premiate con il David di Donatello nel 1989 e con il BAFTA nel 1991.

### Album
L'album contenente la colonna sonora del film è stato pubblicato in Italia inizialmente nel 1988 dall'etichetta Mercury Records, nei formati audiocassetta, LP e CD; questa prima versione della colonna sonora conteneva 16 tracce. Successivamente l'album è stato ripubblicato in vari Paesi in una versione estesa a 23 brani.

#### Tracce
1. Nuovo Cinema Paradiso (Titoli) – 2:30
2. Maturità – 2:20
3. Tema d'amore (Love Theme) – 1:33 (musica: Andrea Morricone)
4. Infanzia e maturità – 2:15
5. Ripensandola – 1:19
6. Cinema in fiamme – 3:29
7. Tema d'amore (Version 2) – 2:48 (musica: Andrea Morricone)
8. Totò e Alfredo – 1:42
9. Dopo il crollo (Extended Version) – 4:18
10. Tema d'amore per Nata – 4:09
11. Visita al cinema – 2:24
12. Prima gioventù – 2:16
13. Quattro interludi – 1:57
14. Fuga, ricerca e ritorno – 2:08
15. Dal Sex Appeal al primo Fellini – 3:29
16. Tema d'amore (Version 3) – 3:20 (musica: Andrea Morricone)
17. Proiezione a due – 2:08
18. Totò e Alfredo (Version 2) – 1:21
19. Tema della bicicletta – 0:43
20. Visita al cinema (Version 2) – 2:04
21. Maturità (Version 2) – 1:16
22. Per Elena – 1:51
23. Nuovo Cinema Paradiso – 2:58

Durata totale: 54:18

## Distribuzione

Il produttore del film Franco Cristaldi

Originariamente il produttore del film, Franco Cristaldi, avrebbe voluto presentare la pellicola alla Mostra del cinema di Venezia, ma i tempi lunghi della produzione non risultarono compatibili con le date dell'evento. Deciso comunque a sfruttare la vetrina di un festival, Cristaldi chiese a Tornatore di eseguire la post-produzione in tempo utile per partecipare in concorso al festival EuropaCinema, che quell'anno avrebbe avuto luogo a Bari. La versione del film che venne inviata al festival era un primo montaggio di quasi tre ore con missaggio provvisorio, al punto che lo stesso Cristaldi avvertì la stampa che si trattava di un'edizione ancora non definitiva. Nuovo Cinema Paradiso venne così proiettato per la prima volta il 29 settembre 1988, ottenendo una reazione entusiasta da parte del pubblico e un riscontro tiepido da parte della critica. La pellicola venne comunque premiata dalla giuria del festival «per il talento complessivo creativo, artistico e tecnico nella entusiasmante prima parte del film».
Per l'uscita cinematografica il regista portò la durata del film a 155 minuti, e in questa versione Nuovo Cinema Paradiso fece il suo esordio nelle sale italiane il 17 novembre 1988. La pellicola registrò una performance disastrosa, incassando in tutta Italia circa 100 milioni di lire. L'unica eccezione era costituita dalla città di Messina, dove il film fece registrare un incasso di circa 70 milioni in gran parte grazie ai risultati di una singola sala, il Cinema Aurora: il gestore della struttura, Giovanni Parlagreco, era rimasto talmente colpito dal film da decidere di invitare gli spettatori a entrare gratis, facendo loro pagare il biglietto in seguito soltanto se il film fosse risultato di loro gradimento,

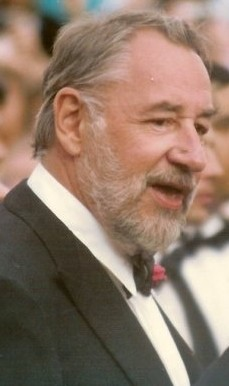
Philippe Noiret, interprete di Alfredo, al festival di Cannes del 1989

La produzione e il distributore attribuirono le cause dell'insuccesso a una durata eccessiva, a un titolo poco comprensibile e a un manifesto poco accattivante; venne così preparato un nuovo manifesto, mentre Tornatore si oppose al cambio di nome. Per quanto convinto che il problema non fosse la durata, Tornatore decise di tagliare un intero blocco di 25 minuti nella seconda metà del film, portando così la durata totale a poco più di due ore; Cristaldi, in un primo momento spaventato dal taglio, alla fine diede il proprio assenso a questa nuova versione della pellicola. Nuovo Cinema Paradiso tornò così in sala nel marzo del 1989 in una distribuzione limitata a meno di dieci città italiane, ma anche in questa versione non incontrò il favore del pubblico, al punto che venne ritirato dopo circa una settimana di programmazione.
Nel gennaio del 1989 il film venne invitato al Festival di Berlino, ma a causa di alcune esternazioni sul cinema italiano di Moritz de Hadeln, direttore del festival, Tornatore e Cristaldi decisero di ritirare il film. La polemica, che si trascinò per alcune settimane, attirò l'attenzione di Gilles Jacob, direttore del Festival di Cannes, che contattò il co-produttore francese Alexandre Mnouchkine chiedendo di vedere il film; nonostante l'iniziale opposizione di Tornatore, Mnouchkine e Cristaldi inviarono in visione a Jacob la versione da 123 minuti, che fu così ammessa in concorso. A Cannes Nuovo Cinema Paradiso entusiasmò la giuria presieduta da Wim Wenders, aggiudicandosi il Grand Prix Speciale della Giuria ex aequo con Troppo bella per te! di Bertrand Blier; il film conquistò anche il favore del pubblico e della stampa internazionale, mentre i diritti di distribuzione del film vennero venduti a circa 30 Paesi.
Sulla scia del successo ottenuto al Festival di Cannes, Nuovo Cinema Paradiso venne distribuito al cinema in Italia per la terza volta il 25 maggio 1989, di nuovo nella versione da 123 minuti, ottenendo stavolta un ampio successo di pubblico. Nei mesi successivi il film venne distribuito in Europa e negli Stati Uniti, ottenendo altri due importanti riconoscimenti internazionali: il Golden Globe per il miglior film straniero nel gennaio del 1990 e il Premio Oscar per il miglior film straniero nel marzo del 1990.
Nuovo Cinema Paradiso andò in onda in prima TV su Rai 3 il 27 dicembre 1990, facendo registrare oltre 7 milioni e mezzo di telespettatori, dato che all'epoca costituì il record di audience della terza rete per un film.

### Data di uscita
In Italia Nuovo Cinema Paradiso venne distribuito nelle sale da Titanus, una prima volta a partire dal 17 novembre 1988 nella versione da 155 minuti e una seconda volta nel marzo del 1989 nella versione da 123 minuti. Dopo la vittoria del Grand Prix Speciale della Giuria al Festival di Cannes, la versione da 123 minuti tornò al cinema il 25 maggio 1989.
Dopo il successo in Italia e le successive affermazioni ai Golden Globe e ai Premi Oscar, la versione da 123 minuti del film venne distribuita nei seguenti Paesi:
- 20 settembre 1989 in Francia (Cinéma Paradiso)
- Dicembre 1989 in Corea del Sud (시네마 천국)
- 7 dicembre 1989 in Germania (Cinema Paradiso)
- 15 dicembre 1989 in Finlandia (Cinema Paradiso)
- 16 dicembre 1989 in Giappone (Nyû shinema paradaisu)
- 18 dicembre 1989 in Spagna (Cinema Paradiso)
- 26 dicembre 1989 in Australia (Cinema Paradiso)
- 18 gennaio 1990 a Hong Kong (星光伴我心)
- 19 gennaio 1990 in Portogallo (Cinema Paraíso) e Svezia (Cinema Paradiso)
- 26 gennaio 1990 in Danimarca (Mine aftener i Paradis)
- 8 febbraio 1990 in Argentina (Cinema Paraíso)
- 23 febbraio 1990 in Regno Unito e negli Stati Uniti (Cinema Paradiso)
- 2 marzo 1990 in Brasile (Cinema Paradiso)
- 5 aprile 1990 in Uruguay (Cinema Paradiso)
- 13 aprile 1990 nei Paesi Bassi
- 20 aprile 1990 in Irlanda
- 12 maggio 1990 a Taiwan (新天堂樂園)
- 17 maggio 1990 in Ungheria (Cinema Paradiso)
- 19 settembre 1990 in Grecia (Σινεμά ο Παράδεισος)
- 21 settembre 1990 in Turchia (Cennet Sineması)

Nel giugno 2002 la versione estesa da 173 minuti venne distribuito nelle sale cinematografiche statunitensi con il titolo Cinema Paradiso: The New Version, e a seguire anche in Canada, Israele, Hong Kong e Ungheria.
In Cina il film è stato distribuito nelle sale per la prima volta nel giugno 2021.

### Divieti
In Italia il film ottenne visto censura n. 84141 dell'11 novembre 1988, con classificazione "per tutti".
In alcuni Paesi il visto censura cambiò a seconda dell'edizione del film, per via di alcune scene di sesso contenute nella versione estesa. I divieti internazionali furono:
- Argentina: ATP (versione cinematografica), 13 (versione estesa)
- Australia: PG (versione cinematografica), M (versione estesa)
- Canada: PG
- Corea del Sud: per tutti (versione cinematografica), 15 (versione estesa)
- Danimarca: 15
- Finlandia: S (versione cinematografica), K-11 (versione estesa)
- Francia: Tous publics
- Germania: 12
- Giappone: PG12
- Hong Kong: IIB
- India: U
- Irlanda: PG (versione cinematografica), 15 (versione estesa)
- Islanda: L
- Malaysia: U
- Messico: A (versione cinematografica), B (versione estesa)
- Nuova Zelanda: PG (versione cinematografica), M (versione estesa)
- Norvegia: 10 (versione cinematografica), 7 (versione estesa)
- Portogallo: M/12
- Regno Unito: PG (versione cinematografica), 15 (versione estesa)
- Russia: 16+
- Singapore: PG (versione cinematografica), M18 (versione estesa)
- Spagna: A
- Stati Uniti d'America: PG (versione cinematografica), M (versione estesa)
- Sudafrica: 13
- Svezia: 11

### Edizione italiana
La versione italiana del film si avvalse del contributo di alcuni doppiatori per i personaggi interpretati da attori non italiani. Vittorio Di Prima prestò la voce a Philippe Noiret, Cesare Barbetti doppiò Jacques Perrin e Vittoria Febbi venne scelta come doppiatrice di Brigitte Fossey. Anche per le versioni adolescenti di Salvatore ed Elena vennero coinvolti due doppiatori, rispettivamente Fabrizio Manfredi e Claudia Catani.
Il doppiaggio venne eseguito dalla C.D.C. negli studi della Fono Roma, sotto la direzione di Cesare Barbetti e con l'assistenza di Annia Bragagli.

### Edizioni home video
In Italia Nuovo Cinema Paradiso è stato originariamente distribuito in DVD da 20th Century Fox Home Entertainment nel novembre 2002, nella versione da 123 minuti. Il film è stato poi commercializzato nuovamente il 6 novembre 2007, a cura della Dolmen Home Video; la versione proposta era quella estesa da 173 minuti, che per la prima volta veniva resa disponibile al pubblico italiano. Successivamente il film è stato riproposto da CG Entertainment in due diverse edizioni Blu-ray. La prima è stata distribuita il 23 settembre 2014 e comprende la versione da 123 minuti del film, con contenuti extra quali interviste al cast tecnico e artistico, recensioni dell'epoca e una galleria fotografica. La seconda, definita Complete Edition, è stata distribuita il 1º dicembre 2016 e comprende, su un Blu-ray e due DVD, le tre diverse versioni del film, oltre ad aggiungere tra i contenuti extra il commento audio del regista.
Nel settembre 2021 Arrow Academy ha distribuito, unicamente per il mercato anglosassone, una nuova versione del film su Blu-ray, presentando per la prima volta l'edizione da 123 minuti in formato 4K.

## Accoglienza

### Incassi
In base a quanto dichiarato dallo stesso Tornatore, in Italia il film incassò circa 150 milioni di lire complessivi nelle prime due distribuzioni, mentre la terza distribuzione fruttò un incasso di oltre 2 miliardi di lire.
Negli Stati Uniti, la prima distribuzione della pellicola nel 1990 generò un incasso di quasi 12 milioni di dollari, cui nel 2002 si aggiunsero altri 400 000 dollari in occasione della distribuzione cinematografica della versione estesa.

### Critica
Al momento della sua prima distribuzione, Nuovo Cinema Paradiso suscitò pareri contrastanti nella critica italiana. Dopo la proiezione in anteprima al festival EuropaCinema di Bari, i critici si divisero in due schieramenti: da un lato chi apprezzò il film, tra cui Morando Morandini, Valerio Caprara, Sergio Frosali, Franco Cicero e Sauro Borelli; dall'altro chi stroncò la pellicola, tra cui Tullio Kezich, Callisto Cosulich, Lietta Tornabuoni e Stefano Reggiani.Tra i primi estimatori del film ci fu anche lo scrittore Leonardo Sciascia, che vide la pellicola in proiezione privata a Milano e dichiarò di avervi rivisto con piacere l'atmosfera dei cinematografi della sua infanzia.
Nel corso degli anni, dopo il successo internazionale, il film ha ottenuto un sostanziale consenso critico. Paolo Mereghetti, nel suo Dizionario dei film, assegna alla pellicola 2 stelle e mezzo su 4, definendola «un amarcord dolceamaro, superficiale e accattivante, da cui si finisce, volenti o nolenti, con l'essere catturati». Il Morandini assegna invece al film 4 stelle su 5, descrivendolo come «un'elegia sulla morte del cinema in sala nelle cadenze di un melodramma popolare, ma rivisitato con l'ottica scaltra di un cineasta di talento». Massimo Bertarelli, in un articolo apparso su Il Giornale nel 2002, definì il film «una splendida favola dolceamara che passò inosservata e fu sepolta da tardivi e poco spontanei consensi solo dopo l'Oscar».
La critica internazionale mostrò da subito un ampio consenso nei confronti del film. Sull'aggregatore Rotten Tomatoes ha un incide di gradimento del 91% basata su 86 recensioni; il consenso critico del sito afferma: «Cinema Paradiso è un'ode al potere della giovinezza, della nostalgia e del cinema stesso». Su Metacritic ha un punteggio di 80 su 100 basato su 21 recensioni. Nel 2019 la rivista Empire ha classificato la pellicola al numero 27 tra i 100 migliori film non in lingua inglese della storia del cinema.

## Riconoscimenti
- 1990 - Premio Oscar
  - Miglior film straniero (Italia)
- 1990 - Golden Globe
  - Miglior film straniero (Italia)
- 1991 - Premio BAFTA
  - Miglior film straniero (Italia)
  - Miglior attore protagonista a Philippe Noiret
  - Miglior attore non protagonista a Salvatore Cascio
  - Migliore sceneggiatura originale a Giuseppe Tornatore
  - Migliore colonna sonora a Ennio Morricone
  - Candidatura al migliore regista a Giuseppe Tornatore
  - Candidatura alla migliore fotografia a Blasco Giurato
  - Candidatura alla migliore scenografia a Andrea Crisanti
  - Candidatura ai migliori costumi a Beatrice Bordone
  - Candidatura al miglior trucco a Maurizio Trani
  - Candidatura al miglior montaggio a Mario Morra
- 1989 - Festival di Cannes
  - Grand Prix Speciale della Giuria a Giuseppe Tornatore
  - Candidatura alla Palma d'oro a Giuseppe Tornatore
- 1989 - European Film Award
  - Miglior attore protagonista a Philippe Noiret
  - Premio Speciale a Giuseppe Tornatore
- 1989 - David di Donatello
  - Miglior colonna sonora a Ennio Morricone
  - Candidatura al miglior film
  - Candidatura al migliore regia a Giuseppe Tornatore
  - Candidatura alla miglior attrice non protagonista a Pupella Maggio
  - Candidatura al miglior produttore a Giovanna Romagnoli e Franco Cristaldi
- 1989 - Premio Flaiano
  - Premio per la sceneggiatura a Giuseppe Tornatore
- 1989 - Nastro d'argento
  - Candidatura al regista del miglior film a Giuseppe Tornatore
  - Candidatura al migliore soggetto a Giuseppe Tornatore
  - Candidatura al miglior produttore a Franco Cristaldi
  - Candidatura alla migliore colonna sonora a Ennio Morricone
  - Candidatura alla miglior fotografia a Blasco Giurato
  - Candidatura alla miglior scenografia a Andrea Crisanti
- 1990 - Premio César
  - Miglior manifesto a Bourdugue Jouineau e Gilles Jouin
  - Candidatura al miglior film straniero a Giuseppe Tornatore
- 1991 - Kansas City Film Critics Circle Award
  - Miglior film straniero (Italia)
- 1991 - Premio Robert
  - Miglior film straniero (Italia)

## Influenza culturale

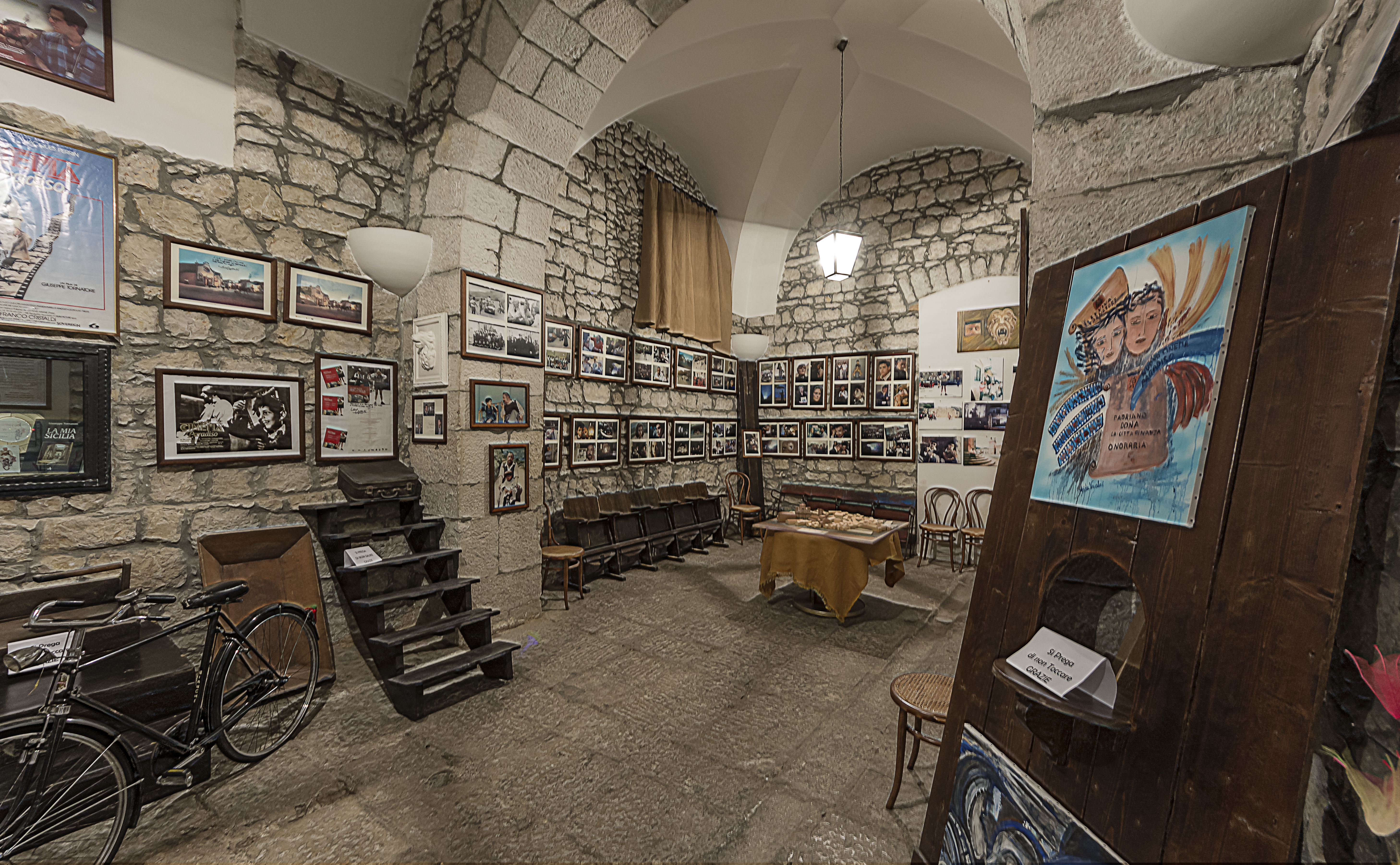
Interno della mostra permanente dedicata a Nuovo Cinema Paradiso presso Palazzo Adriano

Nel corso degli anni Nuovo Cinema Paradiso ha avuto un impatto tangibile sia sui luoghi in cui è stato girato sia su opere di altri media che hanno reso omaggio alla pellicola.
Il film è all'origine di un flusso di cineturismo che interessa il comune di Palazzo Adriano, una delle location principali del film: il paese accoglie ogni anno circa ventimila turisti, di cui l'80% provenienti dall'estero e in particolare dall'Asia, dove la pellicola ha avuto particolare successo. Presso la sede del municipio è presente una mostra permanente dedicata al film, con fotografie e memorabilia risalenti al periodo delle riprese.
Nuovo Cinema Paradiso è stato citato o omaggiato in diverse opere culturali. Nell'episodio Rubare la prima base della 21ª stagione de I Simpson, è presente una citazione della scena finale dei baci tagliati, mentre sui titoli di coda dello stesso episodio suonano le note del tema musicale del film. Il gruppo progressive metal statunitense Dream Theater ha inoltre inserito la frase pronunciata da Alfredo dopo l'incendio ("Ora che ho perso la vista, ci vedo di più!") nel brano Take the Time, presente nell'album Images and Words del 1992. Il rapper italiano Kid Yugi, invece, ha inserito una delle prime frasi pronunciate da Alfredo nel film, rivolta al piccolo Totò ("Se prende fuoco la pellicola, 'a come sei piccolo tu, fai una vampata sola, voom!") nella canzone Il Filmografo, contenuta nell'album The Globe.
Alcune scene del film sono state utilizzate nel 2007 per lo spot televisivo di lancio della nuova Fiat 500, ideato da Sergio Marchionne: nella pubblicità vengono mostrati Alfredo che accende il proiettore e Salvatore che ride assistendo a una pellicola di Charlie Chaplin.
In Spagna, nel giugno del 2020, Nuovo Cinema Paradiso è stato scelto per celebrare la riapertura delle sale cinematografiche dopo il lockdown dovuto alla pandemia di COVID-19; il film è stato ridistribuito in 150 copie e proiettato durante il weekend per via della sua «celebrazione nostalgica della magia del cinema e tributo all'importanza della proiezione in sala».

### Esplicative
1. ↑  Già nel 1981 presso lo stesso cinema di Messina aveva riscosso un successo inaspettato un film ignorato nel resto d'Italia: Ricomincio da tre di Massimo Troisi, che sarebbe poi diventato campione di incassi della stagione.
2. ↑  Come titolo alternativo, sulla scorta di un suggerimento involontario emerso in una recensione di Tullio Kezich, venne proposto I baci tagliati, ma Tornatore rifiutò perché si trattava della parafrasi di un celebre film di François Truffaut, Baci rubati.
3. ↑  In Italia invece la versione estesa da 173 minuti non è mai stato distribuito al cinema.

### Bibliografiche
1. 1 2 3 4   Anna Maria Mori, Il 'paradiso' delle discordie, in La Repubblica, 26 maggio 1989. URL consultato il 19 novembre 2021.
2. ↑   Giuseppe Franzella, Delitti imperfetti. Il cinema e la censura dalle origini al social web, youcanprint, 2014.
3. ↑   Giuseppe Tornatore, Il collezionista di baci, Mondadori, 2014, ISBN 978-88-370-9860-5.
4. ↑   Cinema Paradiso: Mimmo Pintacuda - Say goodbye to the real Alfredo., su miramax.com. URL consultato il 16 gennaio 2017 (archiviato dall'url originale il 7 luglio 2015).
5. ↑   Giuseppe Tornatore, Opera prima, Sellerio, 1991,  pp. 17, 121, ISBN 88-7681-054-4.
6. ↑   Giuseppe Tornatore con Pietro Calabrese, Baarìa - Il film della mia vita, Rizzoli, 2009,  pp. 87, 89, 90, 91, 94, 95, ISBN 978-88-17-03595-8.
7. ↑   Giuseppe Tornatore, Il collezionista di baci, Mondadori, 2014,  pp. 8, 12, ISBN 978-88-370-9860-5.
8. ↑   Cantastorie con un clic, su archivio.panorama.it. URL consultato il 16 gennaio 2017 (archiviato dall'url originale il 18 gennaio 2017).
9. ↑   Giuseppe Tornatore, Mimmo Pintacuda, in Diario inconsapevole, HarperCollins, 2017,  pp. 101-106, ISBN 978-88-6905-272-9.
10. ↑   Dora Favatella Lo Cascio (a cura di), Mimmo Pintacuda 50 anni di fotografie, Eugenio Maria Falcone Editore, 2004,  pp. 1-5, ISBN 88-88335-15-3.
11. ↑  Tratto dal documentario "Mimmo Pintacuda - La mia fotografia" (2009) di Paolo Pintacuda.
12. 1 2   Scheda Nuovo Cinema Paradiso, su cinematografo.it. URL consultato il 19 novembre 2021.
13. 1 2 3 4   Ninni Panzera, Giuseppe Tornatore: "Come ingannai Albertone", su news.cinecitta.com. URL consultato l'8 ottobre 2021.
14. ↑   Ciccio Ingrassia al posto di Noiret / Nuovo Cinema Paradiso / Opinioni / FilmUP.com, su filmup.com. URL consultato il 19 ottobre 2021.
15. ↑   PasqualePassarelli, Ciccio Ingrassia intervista a "Il Laureato", 30 maggio 2020. URL consultato il 30 giugno 2025.
16. ↑   Luca Albertone, Giuseppe Tozzi e Manuela Marga, Fifteen years of monitoring the surface aquifer of Saluggia: characterization of radioactive contamination and environmental impact, in The European Physical Journal Plus, vol. 138, n. 11, 30 novembre 2023, DOI:10.1140/epjp/s13360-023-04656-0. URL consultato il 30 giugno 2025.
17. ↑   repubblica.it, Vent'anni senza Gian Maria Volonté, l'attore che incarnò un'epoca, su trovacinema.repubblica.it. URL consultato l'8 ottobre 2021 (archiviato dall'url originale il 28 febbraio 2021).
18. 1 2 3   Giorgio Ruta, Nuovo cinema Paradiso, così Palazzo Adriano divenne paese da Oscar, su palermo.repubblica.it. URL consultato il 12 ottobre 2021.
19. ↑   Giuseppe Tornatore, Federico Fellini, in Diario inconsapevole, HarperCollins, 2017, ISBN 978-88-6905-272-9.
20. 1 2 3 4   Location verificate di Nuovo Cinema Paradiso, su davinotti.com. URL consultato il 12 ottobre 2021.
21. 1 2   Teresa Monaco, Nuovo Cinema Paradiso dov’è stato girato? Viaggio nella Sicilia di Giuseppe Tornatore", su cinematographe.it. URL consultato l'8 ottobre 2021.
22. 1 2   NUOVO CINEMA PARADISO - la Repubblica.it, su ricerca.repubblica.it. URL consultato il 12 ottobre 2021.
23. ↑   Giovanna Dubbini, Sicilia e poesia nel Nuovo Cinema Paradiso, su italymoviewalks.com. URL consultato il 14 ottobre 2021.
24. ↑   Helga Marsala, Ruspe sulla vecchia stazione di Nuovo Cinema Paradiso. Muore un luogo simbolo del cinema italiano, su artribune.com. URL consultato l'8 ottobre 2021.
25. 1 2   Marta Caterina Cabra, Quando Nuovo Cinema Paradiso durò solo 3 giorni nelle sale, su ciakclub.it. URL consultato il 28 ottobre 2021.
26. 1 2 3 4 5 6   Tornatore: "Così ho salvato Nuovo Cinema Paradiso", su teche.rai.it. URL consultato il 28 ottobre 2021.
27. 1 2   Andrea Maioli, Nuovo Cinema Paradiso, su treccani.it. URL consultato il 28 ottobre 2021.
28. ↑   Federico Giordano, L'uomo che uccise "Nuovo Cinema Paradiso", su mimesis-scenari.it. URL consultato il 28 ottobre 2021.
29. ↑   Nuovo Cinema Paradiso: quella magia che non si infrange, su ecointernazionale.com. URL consultato il 28 ottobre 2021.
30. ↑  (EN) Director’s Cut: 10 Theatrical Versions Vs. The Filmmaker’s Final Vision, su indiewire.com. URL consultato il 28 ottobre 2021 (archiviato dall'url originale il 21 marzo 2019).
31. ↑  (EN) The Ending of Cinema Paradiso: Original Vs. New, su theoddapple.com. URL consultato il 28 ottobre 2021.
32. ↑   Le 5 cose di "Nuovo Cinema Paradiso" che ancora non sapevate, su cinema.fanpage.it. URL consultato il 27 ottobre 2021.
33. ↑   Ennio Morricone e Alessandro De Rosa, Inseguendo quel suono, Milano, Mondadori, 2016, ISBN 9788804663515.
34. 1 2   Paolo Armelli, 10 colonne sonore indimenticabili di Ennio Morricone, su wired.it. URL consultato il 7 ottobre 2021.
35. ↑   Le 15 colonne sonore irrinunciabili di Ennio Morricone, su rollingstone.it. URL consultato il 7 ottobre 2021.
36. ↑   Ennio Morricone: ecco le 10 colonne sonore più belle composte dal Maestro, su rainews.it. URL consultato il 7 ottobre 2021.
37. 1 2   Paolo Mereghetti, Il Mereghetti. Dizionario dei film 2021, Baldini+Castoldi, 2020,  p. 4031, ISBN 978-88-9388-341-2.
38. ↑   Davide Landoni, Ennio Morricone e Nuovo Cinema Paradiso: il senso della nostalgia, su artslife.com. URL consultato il 7 ottobre 2021.
39. ↑   Ilaria Costabile (a cura di), Nuovo Cinema Paradiso, manifesto del cinema. Tornatore: “Senza Ennio non sarebbe stato lo stesso”, su cinema.fanpage.it. URL consultato il 7 ottobre 2021.
40. ↑  (EN) Nuovo Cinema Paradiso, su Discogs, Zink Media.
41. ↑  (EN) Nuovo Cinema Paradiso, su Discogs, Zink Media.
42. ↑   Tornatore e Amelio i migliori italiani, su ricerca.repubblica.it. URL consultato il 9 novembre 2021.
43. 1 2   Giuseppe Tornatore, Il mio Cinema Paradiso che rischiò di sparire, in La Repubblica, 28 gennaio 2014. URL consultato il 10 novembre 2021.
44. ↑   L'anomalia del Cinema Aurora, su messinaora.it. URL consultato il 10 novembre 2021.
45. ↑   Quella sala di Messina che aiutò "Nuovo Cinema Paradiso" a diventare un cult, su agi.it. URL consultato il 10 novembre 2021.
46. ↑   Alessio Ribaudo, Cannes, Nuovo Cinema Paradiso e il premio 30 anni fa. E dire che all’inizio fu un flop e dovettero proiettarlo gratis, in Corriere della Sera, 17 maggio 2019. URL consultato il 10 novembre 2021.
47. 1 2   Federico Giordano, L'uomo che uccise "Nuovo Cinema Paradiso", su mimesis-scenari.it. URL consultato il 28 ottobre 2021.
48. 1 2 3 4 5   Tornatore: "Così ho salvato Nuovo Cinema Paradiso", su teche.rai.it. URL consultato il 28 ottobre 2021.
49. ↑   Anna Maria Mori, Il festival di Berlino contro il nostro cinema, in La Repubblica, 1º febbraio 1989. URL consultato il 10 novembre 2021.
50. 1 2   Marco Colombo, Nuovo cinema paradiso, 30 anni fa l’esordio (da incubo) di un film da Oscar, in Il Fatto Quotidiano, 17 novembre 2018. URL consultato l'11 novembre 2021.
51. ↑   Natalia Aspesi, Sorpresa: Palma d'Oro al giovane Soderbergh, in La Repubblica, 24 maggio 1989. URL consultato l'11 novembre 2021.
52. ↑   Cristiana Paternò, Il «Paradiso» riapre in tv (PDF), in L'Unità, 29 dicembre 1990. URL consultato il 17 dicembre 2021.
53. 1 2 3   Cinema Paradiso. Release info, su imdb.com. URL consultato il 20 ottobre 2021.
54. ↑   Andrea Chirichelli, Box Office, Nuovo Cinema Paradiso grandissimo successo in Cina, su mymovies.it. URL consultato il 20 ottobre 2021.
55. ↑   Nuovo Cinema Paradiso, su archiviodelcinemaitaliano.it. URL consultato il 19 novembre 2021.
56. 1 2   Cinema Paradiso Parents Guide, su imdb.com. URL consultato il 19 novembre 2021.
57. 1 2   Scheda Nuovo Cinema Paradiso, su antoniogenna.net. URL consultato il 20 ottobre 2021.
58. ↑   Progetto Cristaldi: il restauro del cinema italiano, su trovacinema.repubblica.it. URL consultato il 9 novembre 2021 (archiviato dall'url originale il 9 novembre 2021).
59. ↑   Nuovo Cinema Paradiso, versione estesa in DVD, su film.it. URL consultato il 27 ottobre 2021.
60. ↑   Nuovo Cinema Paradiso - Homevideo, su movieplayer.it. URL consultato il 27 ottobre 2021.
61. ↑   Nuovo Cinema Paradiso di Giuseppe Tornatore, su ingenerecinema.com. URL consultato il 27 ottobre 2021.
62. ↑   Nuovo Cinema Paradiso, "complete Edition" [collegamento interrotto], su tuttodigitale.it. URL consultato il 27 ottobre 2021.
63. ↑   Nuovo Cinema Paradiso in 4K: ci pensa Arrow Academy, su afdigitale.it. URL consultato il 27 ottobre 2021.
64. ↑   Cinema Paradiso - Box Office Original Release, su boxofficemojo.com. URL consultato l'11 novembre 2021.
65. ↑   Cinema Paradiso - Box Office 2002 Re-Release, su boxofficemojo.com. URL consultato l'11 novembre 2021.
66. ↑   Giuseppe Tornatore, Il mio Cinema Paradiso che rischiò di sparire, in La Repubblica, 28 gennaio 2014. URL consultato il 10 novembre 2021.
67. ↑   Leonardo Sciascia, Requiem per il cinema, in La Stampa, 27 agosto 1989. URL consultato il 17 dicembre 2021.
68. ↑   Matteo Collura, Leonardo Sciascia, quando pianse vedendo Nuovo Cinema Paradiso, in Il Messaggero, 20 gennaio 2019. URL consultato il 17 dicembre 2021.
69. ↑   Nuovo Cinema Paradiso, su mymovies.it. URL consultato il 17 dicembre 2021.
70. ↑   Nuovo Cinema Paradiso Reviews, su rottentomatoes.com. URL consultato il 15 agosto 2024.
71. ↑   Cinema Paradiso Reviews, su metacritic.com. URL consultato il 17 dicembre 2021.
72. ↑   Willow Green, The 100 Best Films Of World Cinema, su empireonline.com. URL consultato il 17 dicembre 2021.
73. ↑   Michele Balistrieri, Palazzo Adriano: il Guardian celebra il paesino siciliano dove si girò Nuovo Cinema Paradiso, su allfoodsicily.it. URL consultato il 3 dicembre 2021.
74. ↑   Dario La Rosa, Cosa vedere a Palazzo Adriano, su siciliaweekend.info. URL consultato il 3 dicembre 2021.
75. ↑   Comune di Palazzo Adriano - Sito Ufficiale, su comune.palazzoadriano.pa.it. URL consultato il 4 gennaio 2016 (archiviato dall'url originale il 4 marzo 2016).
76. ↑   Dove è arrivata la musica di Morricone, su ilpost.it. URL consultato il 3 dicembre 2021.
77. ↑   Dream Theater, l'omaggio di Jordan Rudess a Ennio Morricone: ascolta, su rockol.it. URL consultato il 3 dicembre 2021.
78. ↑   Lo spot della nuova Fiat 500, su it.motor1.com. URL consultato il 3 dicembre 2021.
79. ↑   Marchionne: "Vi racconto lo spot della nuova 500, l'ho fatto io", in La Stampa, 4 luglio 2007. URL consultato il 19 novembre 2021.
80. ↑   In Spagna si celebra il ritorno in sala con ‘Nuovo Cinema Paradiso’, su rollingstone.it. URL consultato il 3 dicembre 2021.